# 伊喬科略山 (坎達拉韋-蘇薩帕亞)
17°14′14″S 70°06′54″W / 17.23722°S 70.11500°W

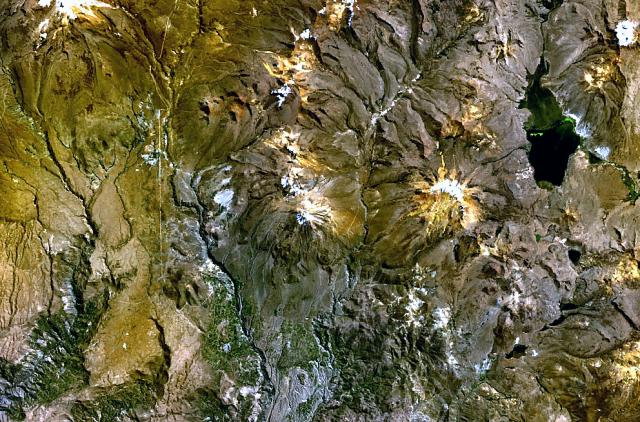

伊喬科略山（Ichocollo），是秘魯的山峰，位於該國南部塔克納大區，由坎達拉韋區和蘇薩帕亞區負責管轄，屬於安地斯山脈的一部分，海拔高度4,400米。